# چایلدرس (شهرستان مونتگومری، ویرجینیا)
چایلدرس (به انگلیسی: Childress) یک منطقهٔ مسکونی در ایالات متحده آمریکا است که در شهرستان مونتگومری، ویرجینیا واقع شده‌است. چایلدرس ۵۹۳٫۱۵ متر بالاتر از سطح دریا قرار دارد.